# Codon royenii
Codon royenii är en strävbladig växtart som beskrevs av Carl von Linné. Codon royenii ingår i släktet Codon, och familjen strävbladiga växter. Inga underarter finns listade i Catalogue of Life.

## Bildgalleri

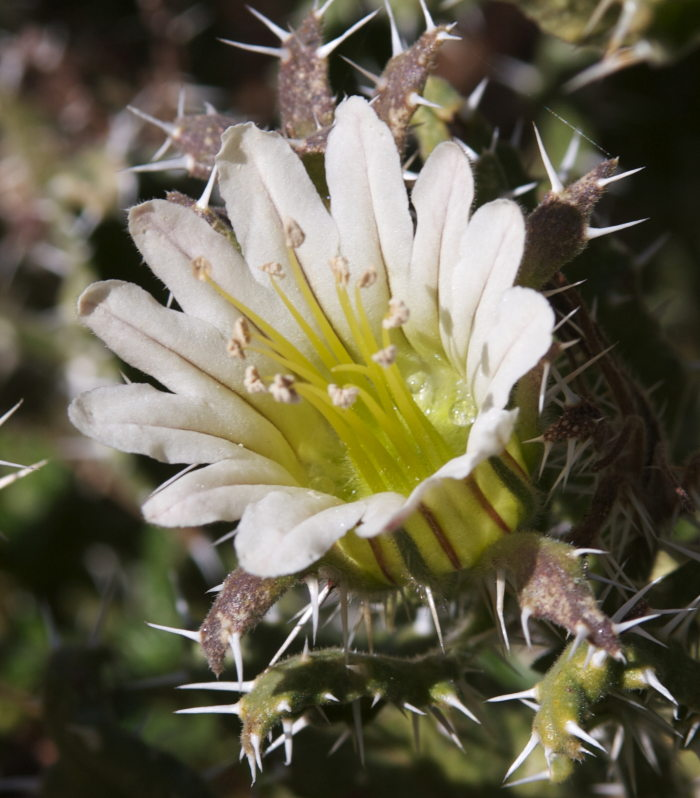